# Liste der Staatsoberhäupter 1925
Übersicht
◄◄ | ◄ | 1921 | 1922 | 1923 | 1924 | Liste der Staatsoberhäupter 1925 | 1926 | 1927 | 1928 | 1929 | ► | ►►

Weitere Ereignisse

## Afrika
- Ägypten (1914–1936 britisches Protektorat)
  - Staatsoberhaupt: König Fu'ād I. (1917–1936) (bis 1922 Sultan)
  - Regierungschef: Ministerpräsident Ahmed Ziwar Pascha (1924–1926)
  - Britischer Hochkommissar:
    - Edmund Allenby, 1. Viscount Allenby (1919–25. Juni 1925)
    - George Lloyd, 1. Baron Lloyd (20. Oktober 1925–1929)

- Äthiopien
  - Staats- und Regierungschef: Kaiserin Zauditu (1916–1930)
    - Regent: Ras Tafari Makonnen (1916–1930) (1930–1974 Kaiser)

- Liberia
  - Staats- und Regierungschef: Präsident Charles D. B. King (1920–1930)

- Südafrika
  - Staatsoberhaupt: König Georg V. (1910–1936)
    - Generalgouverneur: Alexander Cambridge, 1. Earl of Athlone (1924–1931)

  - Regierungschef: Ministerpräsident J.B.M. Hertzog (1924–1939)

## Amerika

### Nordamerika
- Kanada
  - Staatsoberhaupt: König Georg V. (1910–1936)
    - Generalgouverneur: Julian, Lord Byng (1921–1926)

  - Regierungschef: Premierminister William Lyon Mackenzie King (1921–1926, 1926–1930, 1935–1948)

- Mexiko
  - Staats- und Regierungschef: Präsident Plutarco Elías Calles (1924–1928)

- Neufundland
  - Staatsoberhaupt: König Georg V. (1910–1936)
    - Gouverneur: William Allardyce (1922–1928)

  - Regierungschef: Premierminister Walter Stanley Monroe (1924–1928)

- Vereinigte Staaten von Amerika
  - Staats- und Regierungschef: Präsident Calvin Coolidge (1923–1929)

### Mittelamerika
- Costa Rica
  - Staats- und Regierungschef: Präsident Ricardo Jiménez Oreamuno (1910–1914, 1924–1928, 1932–1936)

- Dominikanische Republik
  - Staats- und Regierungschef: Präsident Horacio Vásquez (1899, 1902–1903, 1924–1930)

- El Salvador
  - Staats- und Regierungschef: Präsident Alfonso Quiñónez Molina (1914–1915, 1918–1919, 1923–1927)

- Guatemala
  - Staats- und Regierungschef: Präsident José María Orellana Pinto (1921–1926)

- Haiti (1915–1934 von den USA besetzt)
  - Staats- und Regierungschef: Präsident Louis Bornó (1922–1930)

- Honduras
  - Staats- und Regierungschef:
    - Präsident Vicente Tosta Carrasco (1924–1. Februar 1925) (kommissarisch)
    - Präsident Miguel Paz Barahona (1. Februar 1925–1929)

- Kuba
  - Staats- und Regierungschef:
    - Präsident Alfredo Zayas y Alfonso (1921–20. Mai 1925)
    - Präsident Gerardo Machado (20. Mai 1925–1933)

- Nicaragua
  - Staats- und Regierungschef:
    - Präsident Bartolomé Martínez González (1923–1. Januar 1925) (kommissarisch)
    - Präsident José Carlos Solórzano Gutiérrez (1. Januar 1925–1926)

- Panama
  - Staats- und Regierungschef: Präsident Rodolfo Chiari (1924–1928)

### Südamerika
- Argentinien
  - Staats- und Regierungschef: Präsident Marcelo Torcuato de Alvear (1922–1928)

- Bolivien
  - Staats- und Regierungschef:
    - Präsident Bautista Saavedra Mallea (1920–3. September 1925)
    - Präsident Felipe Segundo (3. September 1925–1926)

- Brasilien
  - Staats- und Regierungschef: Präsident Artur da Silva Bernardes (1922–1926)

- Chile
  - Staats- und Regierungschef:
    - Vorsitzender der Junta Luis Altamirano (1924–23. Januar 1925) (kommissarisch)
    - Vorsitzender der Junta Pedro Pablo Dartnell Encina  (23. Januar 1925–27. Januar 1925)
    - Präsident Arturo Alessandri (1920–1924, 27. Januar 1925–1. Oktober 1925, 1932–1938)
    - Präsident Luis Barros Borgoño (1. Oktober 1925–23. Dezember 1925) (kommissarisch)
    - Präsident Emiliano Figueroa Larraín (1910, 23. Dezember 1925–1927)

- Ecuador
  - Staats- und Regierungschef:
    - Präsident Gonzalo Córdova (1924–9. Juli 1925)
    - Vorsitzender der Obersten Militärjunta Luis Telmo Paz y Miño (9. Juli 1925–10. Juli 1925)
    - Provisorische Regierungsjunta (10. Juli 1925–1926)

- Kolumbien
  - Staats- und Regierungschef: Präsident Pedro Nel Ospina (1922–1926)

- Paraguay
  - Staats- und Regierungschef: Präsident Eligio Ayala (1923–1924, 1924–1928)

- Peru
  - Staatsoberhaupt: Präsident Augusto B. Leguía y Salcedo (1908–1912, 1919–1930) (1904–1907 Ministerpräsident)
  - Regierungschef: Ministerpräsident Alejandrino Maguiña (1924–1926)

- Uruguay
  - Staats- und Regierungschef: Präsident José Serrato (1923–1927)

- Venezuela
  - Staats- und Regierungschef: Präsident Juan Vicente Gómez (1909–1910, 1910–1914, 1922–1929, 1931–1935)

## Asien

### Ost-, Süd- und Südostasien
- Bhutan
  - Staatsoberhaupt: König Ugyen Wangchuk (1907–1926)

- China
  - Staatsoberhaupt: Provisorischer Präsident Duan Qirui (1924–1926)
  - Regierungschef:
    - Provisorischer Präsident Duan Qirui (1924–26. Dezember 1925)
    - Ministerpräsident Xu Shiying (26. Dezember 1925–1926)

- Britisch-Indien
  - Kaiser: Georg V. (1910–1936)
  - Vizekönig:
    - Rufus Isaacs (1921–1925)
    - Victor Bulwer-Lytton (1925–1926) (vorübergehend)

- Japan
  - Staatsoberhaupt: Kaiser Yoshihito (1912–1926)
  - Regierungschef: Ministerpräsident Katō Takaaki (1924–1926)

- Nepal
  - Staatsoberhaupt: König Tribhuvan (1911–1950, 1952/53)
  - Regierungschef: Ministerpräsident Chandra Shamsher Jang Bahadur Rana (1901–1929)

- Siam (heute: Thailand)
  - Herrscher:
    - König Vajiravudh (1910–26. November 1925)
    - König Prajadhipok (26. November 1925–1935)

### Vorderasien
- Irak
  - Staatsoberhaupt: König Faisal I. (1921–1933)
  - Regierungschef:
    - Ministerpräsident Yasin al-Hashimi (1924–19. Juni 1925, 1935/36)
    - Ministerpräsident Abd al-Muhsin as-Sa'dun (1922–1923, 19. Juni 1925–1926, 1928–1929)

- Nordjemen
  - Herrscher: König Yahya bin Muhammad (1904–1948)

- Kuwait
  - Herrscher: Emir Ahmad Al-Jaber Al-Sabah (1921–1950)

- Persien (heute: Iran)
  - Staatsoberhaupt:
    - Schah Ahmad Schah Kadschar (1909–31. Oktober 1925)
    - Schah Reza Schah Pahlavi (12. Dezember 1925–1941)

  - Regierungschef:
    - Ministerpräsident Reza Chan (1920/21, 1923–31. Oktober 1925)
    - Ministerpräsident Mohammad Ali Foroughi (1. November 1925–1926, 1933–1935, 1941/42)

- Transjordanien (heute: Jordanien)
  - Herrscher: Emir Abdallah ibn Husain I. (1921–1951)

### Zentralasien
- Afghanistan
  - Herrscher: König Amanullah Khan (1919–1929)

- Mongolei
  - Staatsoberhaupt: Vorsitzender des Präsidiums des Kleinen Staats-Churals Peldschidiin Genden (1924–1927)
  - Regierungschef: Ministerpräsident Balingiin Tserendordsch Beyse (1923–1928)

- Tibet
  - Herrscher: Dalai Lama Thubten Gyatso (1878–1933)

## Australien und Ozeanien
- Australien
  - Staatsoberhaupt: König Georg V. (1910–1936)
  - Gouverneur:
    - Generalgouverneur Henry Forster, 1. Baron Forster (1920–8. Oktober 1925)
    - Generalgouverneur John Lawrence Baird, 1. Baron Stonehaven (8. Oktober 1925–1930)

  - Regierungschef: Premierminister Stanley Melbourne Bruce (1923–1929)

- Neuseeland
  - Staatsoberhaupt: König Georg V. (1910–1936) Charles Fergusson (1924–1929)
  - Generalgouverneur Charles Fergusson (1924–1929)
  - Regierungschef:
    - Premierminister William Massey (1912–10. Mai 1925)
    - Premierminister Francis Bell (10. Mai 1925–30. Mai 1925)
    - Premierminister Joseph Gordon Coates (1925–1928)

## Europa
- Albanien
  - Staatsoberhaupt: Präsident Ahmet Zogu (1. Februar 1925–1939) (1922–1924 und 1925 Ministerpräsident, 1928–1939 König)
  - Regierungschef:
    - Ministerpräsident Iliaz Vrioni (1920–1921, 1924, 1924–6. Januar 1925)
    - Ministerpräsident Ahmet Zogu (1922–1924, 6. Januar 1925–30. Januar 1925) (1925–1928 Präsident, 1928–1939 König)

- Andorra
  - Co-Fürsten:
    - Staatspräsident von Frankreich: Gaston Doumergue (1924–1931)
    - Bischof von Urgell: Justí Guitart i Vilardebò (1920–1940)

- Belgien
  - Staatsoberhaupt: König Albert I. (1909–1934)
  - Regierungschef:
    - Ministerpräsident Georges Theunis (1921–23. Mai 1925, 1934–1935)
    - Ministerpräsident Aloys van de Vijvere (23. Mai 1925–17. Juni 1925)
    - Ministerpräsident Prosper Poullet (17. Juni 1925–1926)

- Bulgarien
  - Staatsoberhaupt: Zar Boris III. (1918–1943)
  - Regierungschef: Ministerpräsident Aleksandar Zankow (1923–1926)

- Dänemark
  - Staatsoberhaupt: König Christian X. (1912–1947) (1918–1944 König von Island)
  - Regierungschef: Ministerpräsident Thorvald Stauning (1924–1926, 1929–1942)

- Deutsches Reich
  - Staatsoberhaupt:
    - Reichspräsident Friedrich Ebert (1919–28. Februar 1925)
    - (amtierend) Reichskanzler Hans Luther (28. Februar–12. März 1925)
    - (amtierend) Präsident des Reichsgerichts Dr. Walter Simons (12. März–12. Mai 1925)
    - Reichspräsident Paul von Hindenburg (12. Mai 1925–1934)

  - Regierungschef:
    - Reichskanzler Wilhelm Marx (1923–15. Januar 1925, 1926–1928)
    - Reichskanzler Hans Luther (15. Januar–5. Dezember 1925)

- Estland
  - Staats- und Regierungschef:
    - Staatsältester Jüri Jaakson (1924–15. Dezember 1925)
    - Staatsältester Jaan Teemant (15. Dezember 1925–1927, 1932)

- Finnland
  - Staatsoberhaupt:
    - Präsident Kaarlo Juho Ståhlberg (1919–1. März 1925)
    - Präsident Lauri Kristian Relander (1. März 1925–1931)

  - Regierungschef:
    - Ministerpräsident Lauri Ingman (1918–1919, 1924–31. März 1925)
    - Ministerpräsident Antti Tulenheimo (31. März 1925–31. Dezember 1925)
    - Ministerpräsident Kyösti Kallio (1922–1924, 31. Dezember 1925–1926, 1929–1930, 1936–1937) (1937–1940 Präsident)

- Frankreich
  - Staatsoberhaupt: Präsident Gaston Doumergue (1924–1931) (1913–1914, 1934–1944 Präsident des Ministerrats)
  - Regierungschef:
    - Präsident des Ministerrats Édouard Herriot (1924–17. April 1925, 1926, 1932)
    - Präsident des Ministerrats Paul Painlevé (1917, 17. April 1925–28. November 1925)
    - Präsident des Ministerrats Aristide Briand (1909–1911, 1913, 1915–1917, 1921–1922, 28. November 1925–1926, 1929)

- Griechenland
  - Staatsoberhaupt: Präsident Pavlos Kountouriotis (1924–1926, 1926–1929) (1920 Regent)
  - Regierungschef:
    - Ministerpräsident Andreas Michalakopoulos (1924–26. Juni 1925)
    - Ministerpräsident Theodoros Pangalos (26. Juni 1925–1926) (1926 Präsident)

- Irland
  - Staatsoberhaupt: König Georg V. (1922–1936)
    - Generalgouverneur Timothy Michael Healy (1922–1928)

  - Regierungschef: Taoiseach William Thomas Cosgrave (1922–1932)

- Italien
  - Staatsoberhaupt: König Viktor Emanuel III. (1900–1946)
  - Regierungschef: Duce Benito Mussolini (1922–1943)

- Königreich der Serben, Kroaten und Slowenen (später Jugoslawien)
  - Staatsoberhaupt: König Alexander I. (1921–1934)
  - Regierungschef: Ministerpräsident Nikola Pašić (1918, 1921–1924, 1924–1926)

- Lettland
  - Staatsoberhaupt:
  - Präsident Jānis Čakste (1918–3. November 1925, 1925–1927)
    - Parlamentspräsident Pauls Kalnins (3. November 1925–10. November 1925, 1927, 1930) (kommissarisch)
    - 1Präsident Jānis Čakste (1918–1925, 10. November 1925–1927)

  - Regierungschef:
    - Ministerpräsident Hugo Celmiņš (1924–23. Dezember 1925, 1928–1931)
    - Ministerpräsident Kārlis Ulmanis (1918–1919, 1919–1921, 23. Dezember 1925–1926, 1931, 1934–1940) (1936–1940 Präsident)

- Liechtenstein
  - Staatsoberhaupt: Fürst Johann II. (1858–1929)
  - Regierungschef Gustav Schädler (1922–1928)

- Litauen
  - Staatsoberhaupt: Präsident Aleksandras Stulginskis (1920–1926, 1926)
  - Regierungschef:
    - Ministerpräsident Antanas Tumėnas (1924–4. Februar 1925)
    - Ministerpräsident Vytautas Petrulis (4. Februar 1925–19. September 1925)
    - Ministerpräsident Leonas Bistras (25. September 1925–1926)

- Luxemburg
  - Staatsoberhaupt: Großherzogin Charlotte (1919–1964) (1940–1945 im Exil)
  - Regierungschef:
    - Staatsminister Émile Reuter (1918–20. März 1925)
    - Staatsminister Pierre Prüm (20. März 1925–1926)

- Monaco
  - Staatsoberhaupt: Fürst Louis II. (1922–1949)
  - Regierungschef: Staatsminister Maurice Piette (1923–1932)

- Niederlande
  - Staatsoberhaupt: Königin Wilhelmina (1890–1948) (1940–1945 im Exil)
  - Regierungschef:
    - Ministerpräsident Charles Ruijs de Beerenbrouck (1918–3. August 1925, 1929–1933)
    - Ministerpräsident Hendrikus Colijn (4. August 1925–1926, 1933–1939)

- Norwegen
  - Staatsoberhaupt: König Haakon VII. (1906–1957) (1940–1945 im Exil)
  - Ministerpräsident Johan Ludwig Mowinckel (1924–1926, 1928–1931, 1933–1935)

- Österreich
  - Staatsoberhaupt: Bundespräsident Michael Hainisch (1920–1928)
  - Regierungschef: Bundeskanzler Rudolf Ramek (1924–1926)

- Polen
  - Staatsoberhaupt: Präsident Stanisław Wojciechowski (1922–1926)
  - Regierungschef:
    - Präsident des Ministerrats Władysław Grabski (1920, 1923–13. November 1925)
    - Präsident des Ministerrats Aleksander Skrzyński (20. November 1925–1926)

- Portugal
  - Staatsoberhaupt:
    - Präsident Manuel Teixeira Gomes (1923–11. Dezember 1925)
    - Präsident Bernardino Machado (11. Dezember 1925–1926)

  - Regierungschef:
    - Ministerpräsident José Domingues dos Santos (1924–15. Februar 1925)
    - Ministerpräsident Vitorino de Carvalho Guimarães (15. Februar–1. Juli 1925)
    - Ministerpräsident António Maria da Silva (1. Juli–1. August 1925)
    - Ministerpräsident Domingos Leite Pereira (1. August–18. Dezember 1925)
    - Ministerpräsident António Maria da Silva (18. Dezember 1925–1926)

- Rumänien
  - Staatsoberhaupt: König Ferdinand I. (1914–1927)
  - Regierungschef: Ministerpräsident Ion I. C. Brătianu (1909/10/11, 1914–1918, 1918/19, 1922–1926)

- San Marino
  - Capitani Reggenti:
    - Francesco Morri (1918–1919, 1924–1. April 1925, 1928–1929, 1933, 1936–1937) und Girolamo Gozi (1924–1. April 1925, 1929)
    - Marino Fattori (1. April 1925–1. Oktober 1925) und Augusto Mularoni (1. April 1925–1. Oktober 1925)
    - Valerio Pasquali (1. Oktober 1925–1926, 1930–1931) und Marco Marcucci (1. Oktober 1925–1926)

  - Regierungschef: Außenminister Giuliano Gozi (1918–1943)

- Schweden
  - Staatsoberhaupt: König Gustav V. (1907–1950)
  - Regierungschef:
    - Ministerpräsident Hjalmar Branting (1920, 1921–1923, 1924–24. Januar 1925)
    - Ministerpräsident Rickard Sandler (24. Januar 1925–1926)

- Schweiz[1]
  - Bundespräsident: Jean-Marie Musy (1925, 1930)
  - Bundesrat:
    - Giuseppe Motta (1911–1940)
    - Edmund Schulthess (1912–1935)
    - Robert Haab (1918–1929)
    - Ernest Chuard (1920–1928)
    - Jean-Marie Musy (1920–1934)
    - Karl Scheurer (1920–1929)
    - Heinrich Häberlin (1920–1934)

- Sowjetunion
  - Parteichef: Generalsekretär der KPdSU Josef Stalin (1922–1953)
  - Staatsoberhaupt: Vorsitzender des Präsidiums des obersten Sowjets Michail Iwanowitsch Kalinin (1922–1946)
  - Regierungschef: Vorsitzender des Ministerrats Alexei Rykow (1924–1930)

- Spanien
  - Staatsoberhaupt: König Alfons XIII. (1886–1941)
  - Regierungschef: Regierungspräsident Miguel Primo de Rivera Orbaneja (1923–1930)

- Tschechoslowakei
  - Staatsoberhaupt: Präsident Tomáš Masaryk (1918–1935)
  - Regierungschef: Ministerpräsident Antonín Švehla (1922–1926, 1926–1929)

- Türkei
  - Staatsoberhaupt: Präsident Mustafa Kemal (1923–1938)
  - Regierungschef:
    - Ministerpräsident Ali Fethi Okyar (1924–3. März 1925)
    - Ministerpräsident İsmet İnönü (1923–1924, 1925–1937, 1961–1965)

- Ungarn
  - Staatsoberhaupt: Reichsverweser Miklós Horthy (1920–1944)
  - Regierungschef: Ministerpräsident István Bethlen (1921–1931)

- Vereinigtes Königreich
  - Staatsoberhaupt: König Georg V. (1910–1936)
  - Regierungschef: Premierminister Stanley Baldwin (1923–1924, 1924–1929)